# Charlotte Garrigue Masaryková

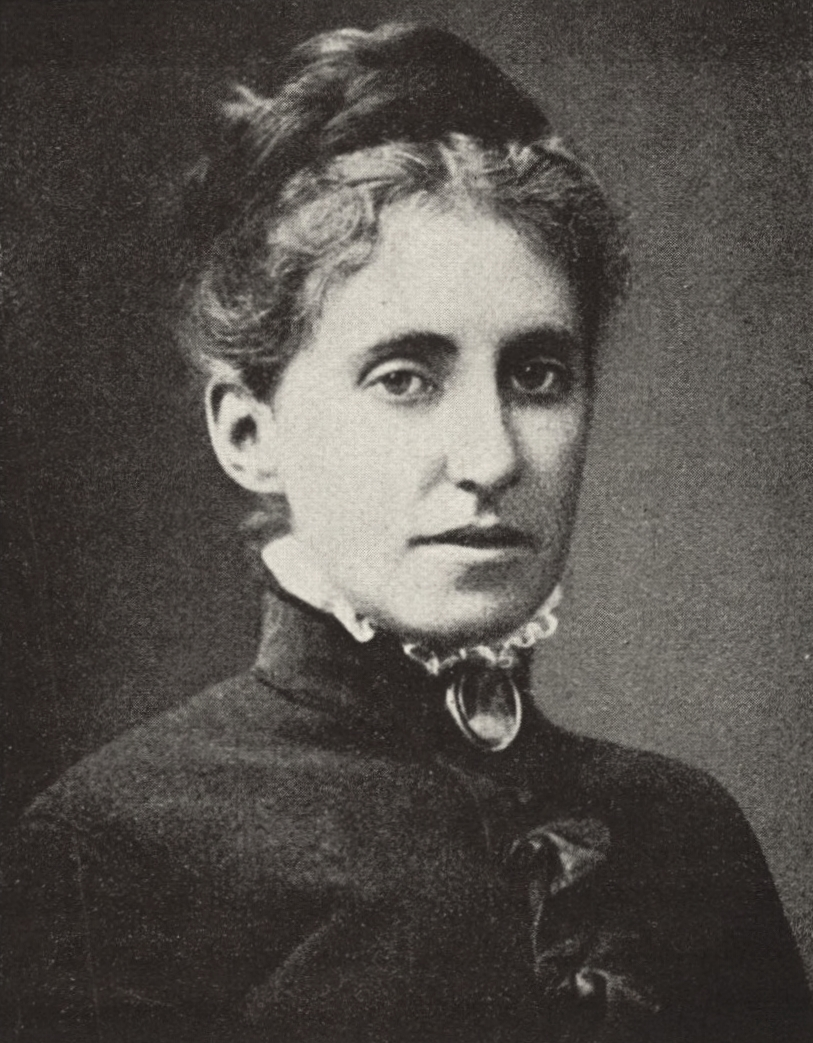
Charlotte Garrigue, 1877

Charlotte Garrigue Masaryková (* 20. November 1851 in Brooklyn; † 13. Mai 1923 in Lány u Rakovníka) war eine US-amerikanisch-tschechische Pianistin. Sie war mit dem Philosophen Tomáš Garrigue Masaryk, dem ersten tschechoslowakischen Präsidenten, verheiratet.

## Leben
Charlotte Garrigues Vater, der Brooklyner Versicherungsdirektor Rudolph Garrigue, war ein Urenkel des Juweliers und Gerichtsassessors Moyse Garrigues, entstammte also einer hugenottischen Familie, die von Deutschland über Dänemark in die USA ausgewandert war. Charlotte war das dritte von vier Kindern. Die Familie Garrigue unterhielt enge Beziehungen zu ihren in Europa verbliebenen Verwandten. Daher studierte Charlotte Garrigue von 1869 bis 1871 Musik am Konservatorium in Leipzig. Später, wieder nach Leipzig zurückgekehrt, lernte sie Tomáš Masaryk kennen, den sie im März 1878 in Brooklyn heiratete. Dabei nahm Masaryk den Namen seiner Frau als zusätzlichen Familiennamen an; er hieß fortan Garrigue Masaryk. Bis zur Berufung von Masaryk zum Professor an der Universität Prag 1882 lebte das Paar in Wien. Aus der Ehe gingen vier Kinder hervor. Ihr Sohn Jan Masaryk war Diplomat und später tschechoslowakischer Außenminister. Er kam 1948 unter ungeklärten Umständen beim sogenannten dritten Prager Fenstersturz ums Leben.

## Wirken
Charlotte Garrigue Masaryková lernte rasch Tschechisch und nahm lebendigen und engagierten Anteil am politischen Leben ihres Mannes sowie der Arbeit der von ihm gegründeten politischen Partei. Sie war seine Ratgeberin und hatte damit, insbesondere auch in der damals sehr aktuellen Frauenfrage, großen Einfluss auf die politischen Diskussionen im Vorfeld der Unabhängigkeit der Tschechoslowakei. Auch an der Redaktion der politischen Zeitschrift ihres Mannes Naše doba (Unsere Zeit) beteiligte sie sich mit geistreichen und kompetenten musikalischen Abhandlungen.
Garrigue Masaryková agierte aber auch selbständig als Sozialistin und langjähriges Mitglied der Sozialdemokratischen Partei. Als ihr Mann 1914 wegen der politischen Pressionen ins Exil nach London ging, blieb sie im Lande. Sie selber und ihre Familie wurden jetzt Zielscheibe der Unterdrückung durch die österreichische Polizei, die bis zur Gründung der Tschechoslowakei und der Wahl ihres Mannes zum ersten Präsidenten im Dezember 1918 anhielt.

## Tod

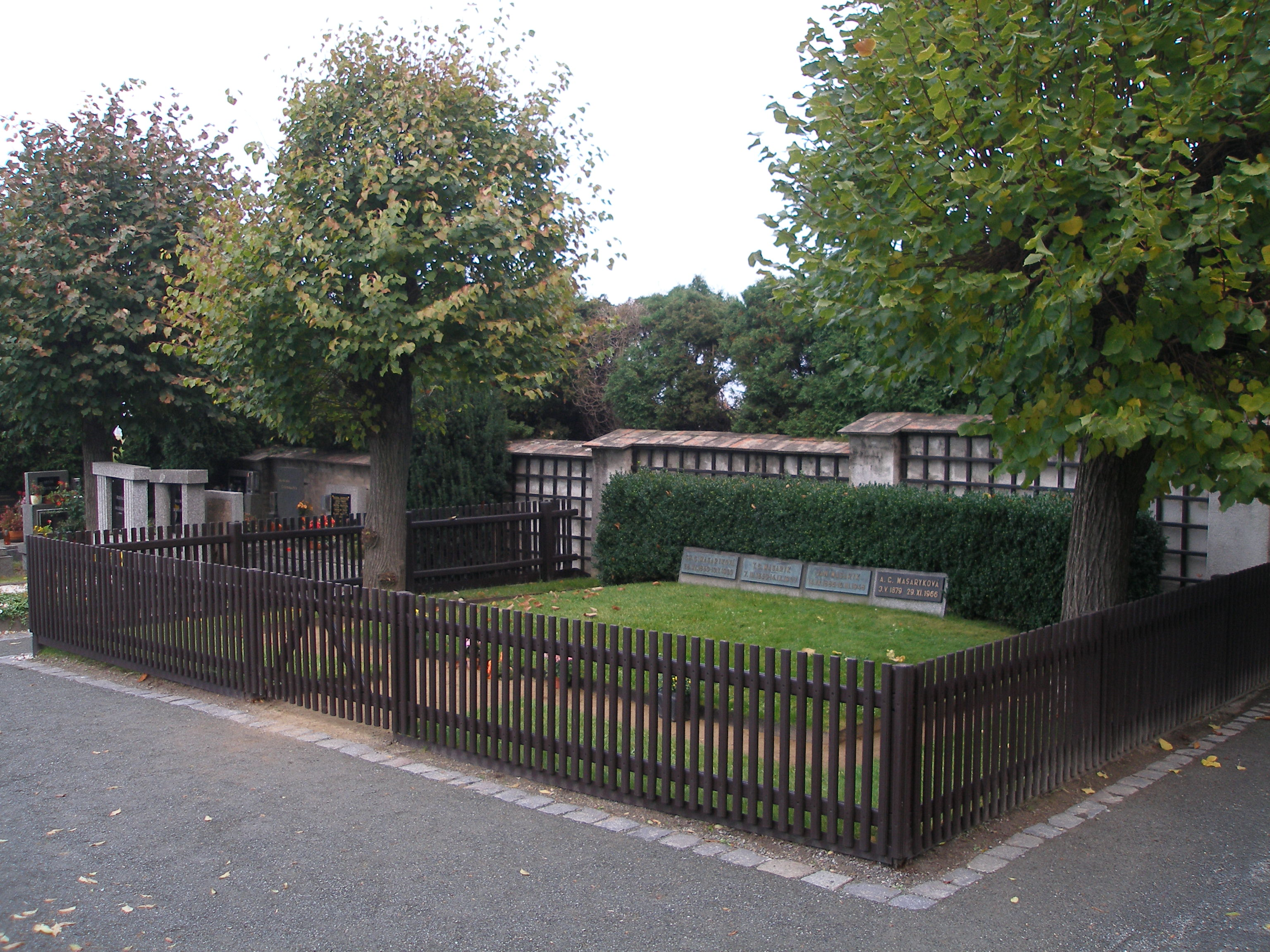
Grabstätte der Familie Masaryk auf dem Dorffriedhof von Lány

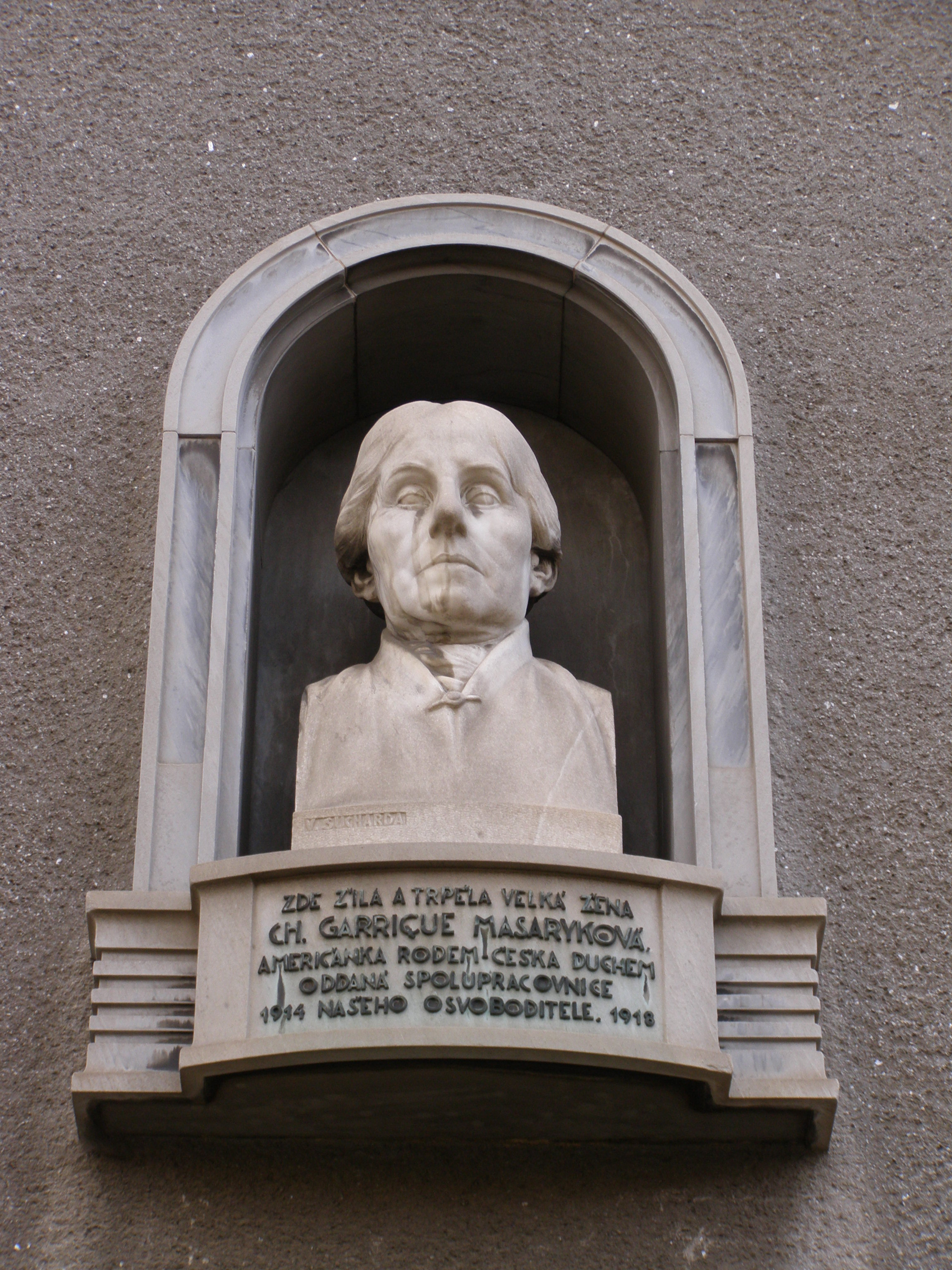
Büste für Garrigue Masaryková in Hradčany, Prag

Charlotte Garrigue Masaryková starb am 13. Mai 1923 in Lány u Rakovníka und wurde auf dem dortigen Dorffriedhof beigesetzt. 1937 wurden dort ihr Mann, 1948 ihr Sohn Jan Masaryk und 1994 die Urne ihrer 1966 in den USA verstorbenen Tochter Alice Masaryková bestattet.